# Wilia (Schiff)
Die ORP Wilia (zuvor bis etwa 1936 Wilja) war ein Transport- und Schulschiff der polnischen Marine von 1925 bis 1940. Als Frachtschiff 1906 gebaut, fuhr es zunächst als Ganelon, Hilda Horn und Tinos unter deutscher Flagge, ab 1916 als Le Bourget und Laurent Schiaffino unter französischer Flagge, bevor die polnische Marine es kaufte. Zu Beginn des Zweiten Weltkriegs lag das Schiff in Casablanca und fuhr ab 1940 als Modlin Fracht über den Atlantik. Mit der Invasion in der Normandie 1944 wurde das Schiff als Wellenbrecher versenkt. „Wilia“ ist der polnische Name des belarussischen bzw. litauischen Flusses Neris.

## Bau und technische Daten
1905 bestellte die Reederei H. C. Horn aus Schleswig bei der Flensburger Schiffbau-Gesellschaft den Dampfer. Noch vor der Auslieferung verkaufte sie ihn an die Bremer Roland-Linie, an der sie beteiligt war. Das Schiff wurde 1906 auf der Werft unter der Baunummer 261 auf Kiel gelegt. Der Stapellauf erfolgte als Ganelon am 26. Mai 1906, die Auslieferung an die Reederei fand am 14. Juli 1906 statt.
Ihre Länge betrug 104,0 Meter, sie war 14,8 Meter breit, hatte einen Tiefgang von 5,2 Metern und war mit 3569 BRT bzw. 2015 NRT vermessen. Der Antrieb bestand aus einer 3-Zylinder-Dreifach-Expansionsmaschine mit kohlebefeuerten Kesseln, die 1.350 PS erzielten und auf eine Schraube wirkten. Damit erreichte sie eine Höchstgeschwindigkeit von 8 bis 10 Knoten. Zur Bewaffnung existieren unterschiedliche Angaben, die von keiner über zwei 75-mm-Geschütze und zwei 13,2-mm-Maschinengewehre bis zu vier 47-mm-Geschützen reichen.

## Geschichte

### Deutsches FrachtschiffGanelon,Hilda HornundTinos
Für die Bremer Roland-Linie erhielt der Dampfer wie fast alle Schiffe der Reederei den Namen einer Figur aus dem Rolandslied. Bereits 1907 verkaufte die Roland-Linie das Schiff wieder an den Anteilseigner, die Reederei H. C. Horn aus Schleswig. Diese benannte das Schiff in Hilda Horn um. Die Reederei H. C. Horn setzte den Frachter zuletzt mit drei weiteren Schiffen in ihrer Adria-Linie ein.
Am 28. November 1911 erwarb die Deutsche Levante-Linie in Hamburg diese vier Schiffe der Horn-Reederei und erlangte damit praktisch das Monopol in der Fahrt zwischen Deutschland und der Levante. Die vormalige Hilda Horn hieß nun Tinos nach der gleichnamigen Kykladen-Insel Tinos. Die meisten Schiffe der Reederei waren nach Inseln und Ortschaften in der Levante benannt und wurden daher umgangssprachlich nach den Namensendungen auch als „Ossendampers“ bezeichnet. Zu Beginn des Ersten Weltkriegs im August 1914 befand sich die Tinos in der Ägäis und fuhr ins zunächst neutrale Griechenland. Dort wurde es in Piräus aufgelegt und später interniert. Noch vor dem Kriegseintritt Griechenlands auf Seiten der Alliierten 1917 beschlagnahmten bereits einmarschierte französische Einheiten am 5. September 1916 den Dampfer.

### Französisches FrachtschiffLe BourgetundLaurent Schiaffino
Das beschlagnahmte Schiff wurde nach Marseille überführt und der französischen Regierung überstellt. Noch im selben Jahr erhielt es den Namen Le Bourget und wurde von der Regierung für Truppentransporte bzw. für Transporte über den Ärmelkanal eingesetzt.
Nach dem Ersten Weltkrieg stand das Schiff zum Verkauf, doch fand sich erst 1921 auch ein Käufer. Die Reederei von Charles Schaffiano, die Laurent Schiaffino & Cie. aus Algier, erwarb den Dampfer und gab ihm den Namen Laurent Schaffiano – einem Familienmitglied der Reederei. Neuer Heimathafen wurde Algier. Die Schiffe der Reederei verkehrten insbesondere zwischen Algerien und Rouen, später auch zwischen Marokko und Frankreich. Die Ladung bestand in der Regel aus Kolonialwaren wie Wein, Obst und Gemüse, daneben wurden auch Fahrgäste befördert. Bereits 1925 stand das Schiff wieder zum Verkauf an.

### Transporter und Schulschiff ORPWiliader polnischen Marine
Im Juli 1925 kaufte die polnische Marine das Schiff in Frankreich. Nach dem Polnisch-Sowjetischen Krieg von 1919–1921 benötigte die Armee eigene Transportkapazitäten, um militärische Güter, die aufgrund der Spannungen mit den Nachbarländern fast nur auf dem Seeweg transportiert werden konnten, in das Land zu bringen. Das Schiff wurde zunächst den Bedürfnissen der polnischen Marine angepasst und auf der Werft Forges et Chantiers de la Gironde in Bordeaux geringfügig umgebaut. Eine Bewaffnung war zu diesem Zeitpunkt nicht beabsichtigt. Es erhielt den Namen Wilia – der polnische Name des belarussischen bzw. litauischen Flusses Neris. Die Übergabe und Indienststellung erfolgte am 8. August 1925 ebenfalls in Bordeaux. Der erste Kommandant der Wilja wurde Cdr. Mieczyslaw Burchardt, der zuvor den ersten polnischen Marinefrachter, die Warta, befehligt hatte.
Hauptaufgaben des Schiffes waren der Transport von Militärgütern – insbesondere von Frankreich nach Polen – und als Schulschiff die Ausbildung des technischen Bordpersonals. Mehrfach diente es auch als Truppentransporter. Diese Aufgaben übernahm das Schiff von Beginn an:
- Oktober 1925: Erster Transport von Militärgütern von Frankreich nach Polen
- 1926–1927: Dienst auf der Route Danzig – Le Havre – Cherbourg – Brest – Danzig
- Juni 1927: Überführung des exhumierten Leichnams von Juliusz Słowacki (1809–1849), einem der polnischen Nationaldichter, von Frankreich nach Polen[12]
- 1928: Gemeinsame Übungen mit dem Kanonenboot ORP Komendant Piłsudski und dem Segelschulschiff ORP Iskra in den Gewässern der Ryské-Bucht
- ab 1928: Dienst auf der Route Gdynia – Le Havre – Cherbourg – Brest – Gdynia
- 1929: Ausbildungsfahrt nach Norwegen[13]
- 1930–1932: Überführung der Besatzungen für die in Frankreich erbauten neuen polnischen Kriegsschiffe.
- 1932–1934: Dienst als Schulschiff
- 6. März 1933: Während der „Affäre Westerplatte“ landete die Wilia ein Bataillon polnischer Marineinfanterie an und verstärkte die Garnison der Westerplatte.
- 16. März 1933: Nach diplomatischer Beilegung des Konflikts Rückkehr nach Gdynia.
- 1934–1938: Mehrere Fahrten zwischen Frankreich und Polen, um Teile des Minenlegers Gryf zu transportieren.
- Mai 1937 – Mai 1938: Ausbildungsfahrten nach Estland, Schweden und Großbritannien[14]
- Juli 1939: Ausbildungsfahrt zum Mittelmeer[15]
- 30. Juli 1939: Aufgrund eines Maschinenschadens lief die Wilia Casablanca an.
- 17. August 1939: Das Segelschulschiff Iskra lief ebenfalls Casablanca an und übernahm die Kadetten der Wilia.

Zu Beginn des Zweiten Weltkrieges lag die Wilia weiterhin in Casablanca zur Reparatur. Gemeinsam mit der Iskra legte sie am 10. Oktober in Port Lyautey (dem heutigen Kenitra in Marokko) an und verblieb zunächst dort. Die Besatzungen der beiden Schiffe wurden nach Frankreich gebracht.
Nach der Kapitulation Frankreichs wurde das Schiff am 3. Juli 1940 zunächst nach Gibraltar verlegt, um einer drohenden Internierung zu entgehen. Wenige Tage später, am 8. Juli, verließ das Schiff Gibraltar in Richtung Großbritannien. Der zuvor nur provisorisch reparierte Maschinenschaden wurde auf See weiter behoben und am 17. Juli erreichte die Wilia Liverpool. Hier wurde das Schiff an die Polnische Handelsmarine übergeben.

### Polnisches FrachtschiffModlin
Bereits am 30. Juli 1940 erhielt das Schiff den Namen Modlin, benannt nach der nördlich von Warschau gelegenen Gemeinde Modlin (heute Ortsteil von Nowy Dwór Mazowiecki) und vor allem der Schlacht um Modlin vom September 1939.
Noch einmal wurde das Schiff 1941 generalüberholt und modernisiert. Angaben zum Datum und Einzelheiten der Modernisierung liegen jedoch nicht vor. Von 1941 bis 1944 fuhr die Modlin wieder als Frachtschiff und transportierte in den Atlantik-Konvois Nachschubgüter von Kanada nach Großbritannien. Bekannt sind folgende Fahrten:
- Konvoi ON(S) 33: 3. November 1941 Liverpool – Konvoi am 23. November 1941 aufgelöst, Modlin nach St. John’s[19]
- Konvoi SC 64: 9. Januar 1942 Sydney, British Columbia – 23. Januar Liverpool; Ladung: Zellstoff[20]
- Konvoi SC 90: 3. Juli 1942 Sydney, British Columbia, Modlin am 5. Juli aus Neufundland kommend dazugestoßen – 16. Juli 1942 Liverpool; Ladung: Zellstoff[21]
- Konvoi ON 122: 15. August 1942 Liverpool – Konvoi am 3. September 1942 aufgelöst, Modlin nach Halifax[22]
- Konvoi ONS 5: 21. April 1943 Liverpool – 12. Mai 1943 Halifax[23]
- Konvoi SC 137: 19. Juli 1943 Halifax – 3. August 1943 Liverpool; Ladung: Stahl, Holz[24]

Anfang des Jahres 1944 wurde die Modlin aufgrund der Abnutzungserscheinungen und der Reparaturanfälligkeit aus dem Dienst genommen.
Eine letzte Aufgabe erhielt das Schiff während der alliierten Invasion in der Normandie im Juni 1944. Dort sollten zwei künstliche Häfen (Mulberry-Häfen) gebaut werden, um die gelandeten alliierten Truppen zunächst unabhängig von Häfen mit Nachschub versorgen zu können. In der ersten Phase der Errichtung der Mulberrys wurden am 9. Juni 1944 53 alte Handels- und Kriegsschiffe der Alliierten etwa 1400 Meter vor dem Strand der Normandie von den Alliierten versenkt, um ein vier Meilen großes Becken zu bilden und als Wellenbrecher zu dienen. Weitgehend ausgeschlachtet wurde die Modlin mit einem Schlepper an den Strand des Küstenabschnitts Gold Beach vor Arromanches gebracht und dort am 9. Juni 1944 als Wellenbrecher für Mulberry „B“ versenkt. Nach dem Krieg wurde das Schiff gehoben und abgewrackt.